# Cereja
Cereja – miejscowość w Hiszpanii, w Katalonii, w prowincji Girona, w comarce Baixa Cerdanya, w gminie Llívia.
Według danych INE z 2005 roku miejscowość zamieszkiwało 26 osób.